# Haplocookia mauritanica
Haplocookia mauritanica är en mångfotingart som beskrevs av Henri W. Brölemann 1915. Haplocookia mauritanica ingår i släktet Haplocookia och familjen plattdubbelfotingar. Inga underarter finns listade i Catalogue of Life.